# Anime International Company
Anime International Company, Inc. (Nhật: 株式会社アニメインターナショナルカンパニー Hepburn: Kabushiki-gaisha Anime Intānashonaru Kanpanī), thường đựoc viết tắt là AIC, là một xưởng phim hoạt hình  Nhật Bản được thành lập vào năm 1982, hiện tọa lạc tại Nerima, Tokyo. Năm 2015, AIC RIGHTS Company, Inc. được thành lập thông qua hình thức tách công ty.
AIC hiện tại có khoảng 8 bộ phận: AIC ASTA (2003, tên cũ: AIC A.S.T.A.), AIC Build (2010), AIC Classic (2010), AIC Digital (1997), AIC Frontier (2012), AIC PLUS+ (2006), AIC Spirits (2003)  AIC Takarazuka (2006).

## Lịch sử
AIC được thành lập vào ngày 15 tháng 7 năm 1982, người tiếp quản công ty lúc này là Nomura Kazufumi, sau đó được thay thế bởi Miura Toru vào năm 1985 khi Nomura rời công ty để thành lập A.P.P.P. Cuối những năm 1990, AIC thành lập bộ phận xuất bản và ấn hành cuốn tạp chí đầu tiên là "AIC comic love" từ năm 1999 đến 2001.
Vào tháng 9 năm 2010, tập đoàn Oizumi đã mua lại 95% cổ phần của AIC với mức giá 530 triệu yên, AIC trở thành một công ty con sở hữu hoàn toàn của Oizumi.
Năm 2011, AIC trở thành công ty con của Aplix (nay là Aplix Co., Ltd.) sau khi được Aplix mua lại tất cả cổ phiếu (trừ cổ phiếu quỹ) từ Oizumi.
Tháng 2 năm 2013, các nhà sản xuất từ AIC Spirits rời công ty để thành lập Production IMS. Vào tháng 5 cùng năm, Troyca được thành lập với lý do tương tự.
Vào ngày 20 tháng 1  2014, Aplix chuyển giao tất cả cổ phiếu của AIC cho Miura với giá 8,000 yên (mỗi cổ phiếu trị giá tương đương 1 yên).
Năm 2015, AIC RIGHTS CO., Ltd được thành lập thông qua hình thức chia tách công ty, AIC Rights sẽ thừa hưởng một số tài sản của AIC, đồng thời Omura cũng trở thành CEO của AIC Rights.
TÍnh đến năm 2023, vị trí CEO của AIC Rights hiện tại đã được trao lại cho Inoue Masahiro.

## Tác phẩm

### Anime truyền hình
- Cream Lemon: Lemon Angel (1987)
- Lemon Angel (1988)
- Tenchi Muyō! (1995)
- Shinpi no Sekai El-Hazard (1995-1996)
- Mahō Shōjo Pretty Sammy (1996-1997)
- Shin Tenchi Muyō! (1997)
- Battle Athletes Daiundōkai (1997-1998)
- Vampire Miyu (1997-1998)
- Ijigen no Sekai El-Hazad (1998)
- Lodoss-tō SenkXiêni: Eiyū Kishi-den (1998)
- Nightwalker: Mayonaka no Tantei (1998)
- ubblegum Crisis Tokyo 2040 (1998-1999)
- A.D. Police (1999)
- Dual! Parallel Monogatari  (1999)
- Kachō-Ōji (1999)
- Blue Gender (1999-2000)
- Trouble Chocolate (1999-2000)
- Ima, Soko ni Iru Boku (1999)
- Haja Kyosei G Dangaiō (2001)
- Tenchi Muyō! GPX (2002)
- Puchi Pri Yucie (2002-2003), đồng sản xuất với Gainax
- Shinkon Gattai Godannar!! (2003), đồng sản xuất với OLM
- Battle Programmer Shirase (2003-2004)
- Burn-Up Scramble  (2004)
- Shinkon Gattai Godannar!! Second Season (2004), đồng sản xuất với OLM
- Girls Bravo first season (2004)
- To Heart: Remember my memories (2004), đồng sản xuất với OLM
- SeptemCharm Magical Kanan (2005)
- Aa Megami-sama (2005)
- Girls Bravo season (2005)
- GUNxSWORD (2005)
- SoltyRei (2005-2006), đồng sản xuất với Gonzo
- Aa Megami-sama Sorezore no Tsubasa (2006)
- Sasami: Mahō Shōjo Club (2006)
- Sasami: Mahō Shōjo Club 2 (2006)
- Tokko (2006)
- Pumpkin Scissors (2006-2007)
- Lovedol: Lovely Idol (2006)
- Tokimeki Memorial Only Love (2006-2007)
- Tokyo Majin Gakuen Kenpuchō: Tō (2007)
- Tokyo Majin Gakuen Kenpuchō: Tō Dai Ni Maku (2007)
- Seto no Hanayome (2007), đồng sản xuất với Gonzo
- Bamboo Blade (2007)
- Goshūshō-sama Ninomiya-kun (2007)
- Moegaku 5 (2008)
- Special A (2008)
- Ga-Rei (2008-2009)
- Tentai Senshi Sunred (2008-2010)
- Viper's Creed (2009)
- Asu no Yoichi! (2009)
- GA Geijutsuka Art Design Class (2009)
- Nyan Koi! (2009)
- Sora no Otoshimono (2009)
- Sasameki Koto (2009)
- Ōkami Kakushi (2010)
- Mayoi Neko Overrun! (2010)
- Amagami SS (2010)
- Shukufuku no Campanella (2010)
- Strike Witches 2 (2010)
- Asobi ni Ikuyo! (2010)
- Sora no Otoshimono: f (2010)
- Ore no imōto ga konna ni kawaii wake ga nai (2010)
- Hōrō Musuko (2011)
- Nekogami Yaoyorozu (2011)
- R-15 (2011)
- Makenki! (2011)
- Boku wa Tomodachi ga Sukunai (2011)
- Persona 4: The Animation (2011-2012)
- Amagami SS+ plus (2012)
- Atchi Kotchi (2012)
- Jinrui wa Suitaishimashita (2012)
- Koi to Senkyo to Chocolate (2012)
- Maji de Otaku na English! Ribbon-chan: Eigo de Tatakau Mahō Shōjo (2012)
- Boku wa Tomodachi ga Sukunai Next (2013)
- Kotoura-san (2013)
- Date A Live (2013)[12]
- Uchū Senkan Yamato 2199 (2013), đồng sản xuất với Xebec
- Genei o Kakeru Taiyō (2013)
- Maji de Otaku na English! Ribbon-chan: Eigo de Tatakau Mahō Shōjo - The TV (2013)
- Super Seisyun Brothers (2013)
- Tenshi no Drop (2013)[13]
- Pupipō! (2013-2014)[14]
- Ai Tenchi Muyō! (2014)[15]

### Phim điện ảnh
- Silent Möbius: The Motion Picture (1991)
- Silent Möbius 2 (1992)
- Tenchi Muyō! in Love (1996)
- Armitage III: Poly-Matrix (1996)
- Tenchi Muyō!! Manatsu no Eve (1997)
- Tenchi Muyō! in Love 2: Harukanaru Omoi (1999)
- Gekijouban Aa! Megami-sama (2000)
- Armitage III: Dual-Matrix (2002)
- Blue Gender: The Warrior (2002)
- Sora no Otoshimono: Tokei-jikake no Angeloid (2011)
- Strike Witches Gekijouban (2012)[16]
- Persona 4 the Animation: The Factor of Hope (2012)[17]
- Aura: Maryūin Kōga Saigo no Tatakai (2013)[18]
- Persona 3 the Movie 1: Spring of Birth (2013)[19]

### OVA
- Cream Lemon (1984-1993)
- Megazone 23 (1985-1989)
- Tatakae! Iczer-1 (1985-1987)
- Cosmos Pink Shock (1986-1987)
- Call Me Tonight  (1986)
- Wanna-Be's (1986)
- Outlanders (1986)
- Gakuen Tokusō Hikaruon (1987)
- Haja Taisei Dangaiō (1987-1989)
- Bubblegum Crisis (1987-1991)
- Maryū Senki (1987-1989)
- Pants no Ana: Mambo de Ganbo! (1987)
- Black Magic M-66 (1987)
- Daimajū Gekitō: Hagane no Oni (1987)
- Metal Skin Panic MADOX-01 (1987)
- Dragon's Heaven (1988)
- Kujaku Ō (1988-1994)
- Ten Little Gall Force (1988)
- Vampire Miyu (1988-1989)
- Ryū Seiki (1988)
- Project Zeorymer (1988-1990)
- Riding Bean (1989)
- Be-Boy Kidnapp'n Idol (1989)
- Rhea Gall Force (1989)
- Explorer Woman Ray (1989)
- Kyokkoku no Tsubasa Valkisas (1989)
- Seijūki Cyguard (1989)
- Gall Force: Chikyuu Shou (1989-1990)
- Sol Bianca (1990-1991)
- Ryokunohara Labyrinth: Sparkling Phantom (1990)
- AD Police Files (1990)
- Bōken! Iczer-3 (1990-1991)
- The Hakkenden (1990-1991)
- Majuu Senshi Luna Varga (1991)
- Burn Up! (1991)
- Detonator Orgun (1991-1992)
- Gall Force: New Era (1991-1992)
- Sousei Kishi Gaiarth (1992-1993)
- Choujikuu Yousai Macross II: Lovers Again (1992)
- Ai no Kusabi (1992-1994)
- Bastard!! (1992-1993)
- Tenchi Muyō! Ryōōki (1992-2021)
- Scramble Wars: Tsuppashire! Genom Trophy Rally (1992)
- Green Legend Ran (1992-1993)
- Aa! Megami-sama (1993-1994)
- Moldiver (1993)
- Ganbare Goemon: Jigen Jō no Akumu (1993)
- Kishin Heidan (1993-1994)
- The Hakkenden: Shin Shou (1993-1995)
- Iczer-Girl Iczelion (1995)
- Armitage III (1995)
- Seirei Tsukai (1995)
- Mahō Shōjo Pretty Sammy (1995-1997)
- Shinpi no Sekai El-Hazard (1995-1997)
- Ninja Mono (1996)
- Burn-Up W (1996)
- Tattoon Master (1996)
- Mahou no Shiho-chan (1996-1997)
- Battle Athletes (1997-1998)
- Photon (1997-1999)
- Seishōjo Kantai Virgin Fleet (1998)
- Twin Bee Paradise (1998-1999)
- Sol Bianca: Taiyou no Fune (1999-2000)
- G-Taste  (1999-2003)
- Oni-Tensei (2000)
- Yarima Queen (2000)
- Zoku Gosenzo San'e (2000-2001)
- Sosei Seiki Devadasy (2000-2001)
- Mahō Yūgi 3D (2001)
- Parasite Dolls (2003)
- Tenbatsu Angel Rabbie
- Aa! Megami-sama! Tatakau Tsubasa (2007)
- Quiz Magic Academy: The Original Animation (2008)
- Isekai no Seikishi Monogatari (2009-2010)[20]
- Quiz Magic Academy: The Original Animation 2 (2010)
- G-Best  (2010)
- Megane na Kanojo (2010)[21]
- Aa Megami-sama (2011)
- Nana to Kaoru (2011)
- Gattai Robot Atranger (2011)
- Justeen (2011)
- Ai no Kusabi (2012)[22]
- Ebiten: Kōritsu Ebisugawa Kōkō Tenmonbu (2013)
- Seitokai no Ichizon Lv.2: Watasu Seitokai (2013)

### ONA
- Mahō Yūgi Tobidasu!! Hanamaru Daibōken (2001-2002)
- Candy Boy: Side Story For Archive (2007)
  - Candy Boy: Nonchalant Talk of the Certain Twin Sisters in Daily Life (2008-2009)
  - Candy Boy Episode: EX01 "Mirai Yohouzu" (2008)
  - Candy Boy Episode: EX02 "Shiawase Kyouyuu Riron" (2009)
- Kigurumikku V3 (2009)[23]
- Ebiten: Kōritsu Ebisugawa Kōkō Tenmonbu (2012)
- Seitokai no Ichizon Lv.2 (2012)[24]